# Zlatý turnaj století
Zlatý turnaj století je dokument z produkce České televize z roku 1998, který je věnován vítězství českých hokejistů na Zimních olympijských hrách 1998 v japonském Naganu.
Dokument je dlouhý 1 hodinu a 28 minut. Pořad připravili
Robert Záruba,
Vladimír Zahradníček,
Tomáš Jelínek,
Jan Šír,
Zdeněk Mikšík,
Zdeněk Maniš,
Charilaos Karadžos (režisér).